# Bataille de Yijing
guerres de la fin de la dynastie Han
La bataille de Yijing est un conflit militaire qui s’est déroulé en Chine du Nord de 198 à 199, a la fin de la dynastie Han. Il oppose Gongsun Zan, un Seigneur de la guerre portant le titre de "Général au Cheval Blanc" et Yuan Shao, un membre du clan Yuan et ancien chef de la coalition contre Dong Zhuo.

## Situation avant la bataille
Les deux chefs de guerre se battent pour la domination de la Chine du Nord depuis un certain temps, mais c'est Yuan Shao qui finit par prendre le dessus sur son adversaire. Cependant, Gongsun Zan a toujours une grande armée sous ses ordres et peut causer de graves problèmes à Shao s'il n'est pas définitivement abattu.
En plus de ses récentes défaites militaires, Gongsun Zan doit faire face à de mauvaises récoltes qui provoquent une famine dans les territoires qu'il contrôle. Pour faire face à la situation, il décide de sécuriser ses approvisionnements en construisant une ville nommée Yijing dont il fait sa capitale. À l'intérieur de cette ville, il fait construire plusieurs grandes tours au sommet de collines, qui lui servent à la fois de lieu de stockage des provisions de ses troupes et d’habitation pour lui et ses généraux. Les murs de Yijing sont entourés par dix douves et les tours sont fermées par de solides portes de fer. Grâce à ces réserves de céréales, Gongsun Zan pense pouvoir vivre à l'abri de la guerre civile qui ravage la Chine. Par contre, il laisse ses troupes se battre seules en dehors de sa forteresse, en partant du principe que ses soldats vont se battre jusqu'au bout de leurs forces pour pouvoir se mettre à l'abri et recevoir de la nourriture. Au lieu de cela, ses hommes préfèrent se rendre à l'ennemi après avoir tué leurs généraux ou meurent sans opposer beaucoup de résistance.

## La bataille
Après avoir enchaîné les victoires, l'armée de Yuan Shao atteint les portes de Yijing, mais la ville résiste à plusieurs attaques et le siège se poursuit jusqu'en 198. Gongsun Zan envoie son fils Gongsun Xu demander l’aide aux Bandits de Heishan, qui se trouvent dans les monts Taihang. Le plan de Gongsun Zan est de briser le siège en attaquant Yuan Shao avec ses cavaliers et le groupe des bandits de Heishan, puis d'attaquer la Province de Ji (冀州) et de couper Yuan Shao de ses arrières, le forçant ainsi à abandonner le siège. Cependant, Jing Guan s'oppose à ce plan, car il pense que les défenseurs de la ville n'acceptent de se battre que pour protéger leurs familles qui vivent dans la forteresse et que l'on ne pourra pas compter sur eux dès l'instant ou Gongsun Zan quittera la ville. À la place, Jin Guan suggère de soutenir le siège jusqu’au moment où Yuan Shao sera obligé de battre en retraite. Zan approuve et applique le plan de Guan.
Au printemps de l'an 199, Gongsun Xu et Zhang Yan arrivent à proximité de Yijing avec une armée de secours forte de 100 000 hommes. Avant leur arrivée, Gongsun Zan a envoyé un message à son fils, pour lui dire de tendre une embuscade en déployant 5 000 cavaliers d’élite dans la plaine située au nord de la ville. Une fois sur place, ces cavaliers doivent envoyer un signal à Gongsun Zan, pour que ce dernier charge hors de la ville avec ses troupes ; le but étant d'encercler les troupes de Yuan Shao. Le plan échoue, car les soldats de Shao capturent le messager et retournent le piège contre Zan en mettant leurs propres cavaliers en embuscade. Lorsque Gongsun reçoit le faux signal et sort de la ville pour attaquer les forces de Yuan Shao, c'est lui qui se retrouve encerclé et il est obligé de rentrer à nouveau dans la ville. Les troupes de Yuan Shao exploitent leur succès en creusant des tunnels sous la ville, qu'ils consolident avec des poutres. Lorsque le tunnel arrivent dans le centre de la ville, les poutres sont enflammées et s'effondrent, entraînant l'effondrement du tunnel et des tours de Gongsun Zan situées juste au-dessus. Conscient de son destin, Gongsun Zan tue ses sœurs et ses épouses, avant de se suicider en s'immolant. Les hommes de Yuan Shao pénètrent dans la citadelle et tranchent la tête de Gongsun Zan, qui est envoyé à Xuchang pour signaler la victoire de Yuan Shao à la Cour impériale.
Voyant que son Conseil a provoqué la mort de son Seigneur, Jing Guan charge seul les rangs de l’armée de Yuan Shao, afin de suivre son maître dans la mort. Gongsun Xu et Tian Kai sont également tués dans la bataille et les bandits de Zhang Yan sont temporairement dispersés.